# Takahiro Iida
Takahiro Iida (飯田 貴敬 Iida Takahiro?), född 31 augusti 1994 i Ibaraki prefektur, är en japansk fotbollsspelare.
Iida började sin karriär 2017 i Shimizu S-Pulse. Han spelade 27 ligamatcher för klubben. 2020 flyttade han till Kyoto Sanga FC.